# Decken (Adelsgeschlecht)

Wappen der Familie von der Decken

Die Familie von der Decken ist ein altes niedersächsisches Adelsgeschlecht. Das Zentrum der Familie befindet sich seit mehr als 750 Jahren in der Umgebung von Freiburg/Elbe im Land Kehdingen an der Unterelbe, dort am Südufer der Elbe zwischen dem Fluss Oste und der Hansestadt Stade. Die Aussprache des Namens von der Decken [ˈdeːkən] mit einem Dehnungs-c erfolgt wie bei der Familie Buddenbrock oder dem Land Mecklenburg.

## Geschichte

### Erste Urkunden und Herkunft
Herewart und Alverik von Deca sind die ersten urkundlich erwähnten Mitglieder der Familie. Sie waren um 1250 Vasallen des Ritters Friedrich von Haseldorf. Friedrich war Kanonikus des Hamburger Domkapitels und wurde 1268 Bischof von Dorpat.
Das Geschlecht derer von der Decken lässt sich bis zu Nicolaus de Deken zurückverfolgen, einem Knappen des Bremer Stifts, der ungefähr von 1290 bis 1360 auf dem Kampe zwischen Wechtern und Freiburg/Elbe einen Hof besaß. Zur Urkunde von 1360 siehe: „Nicolaus de Deken als Zeuge in einer Urkunde“.

### Entstehung der fünf Linien
Um 1500 gab es die Hauptlinie der Familie und die Stader Linie. Johan von der Decken lebte von 1400 bis 1467 und gründete die Stader Linie, die 1602 im Mannesstamm erloschen ist.
In der Hauptlinie der Familie gab es den Stader Bürgermeister Claus von der Decken (1460–1541). Von diesem Bürgermeister stammen alle lebenden von der Decken ab. Von den acht Kindern des Bürgermeisters gründeten fünf Söhne die fünf Stammlinien der Familie. Siehe: Stammliste der Familie von der Decken

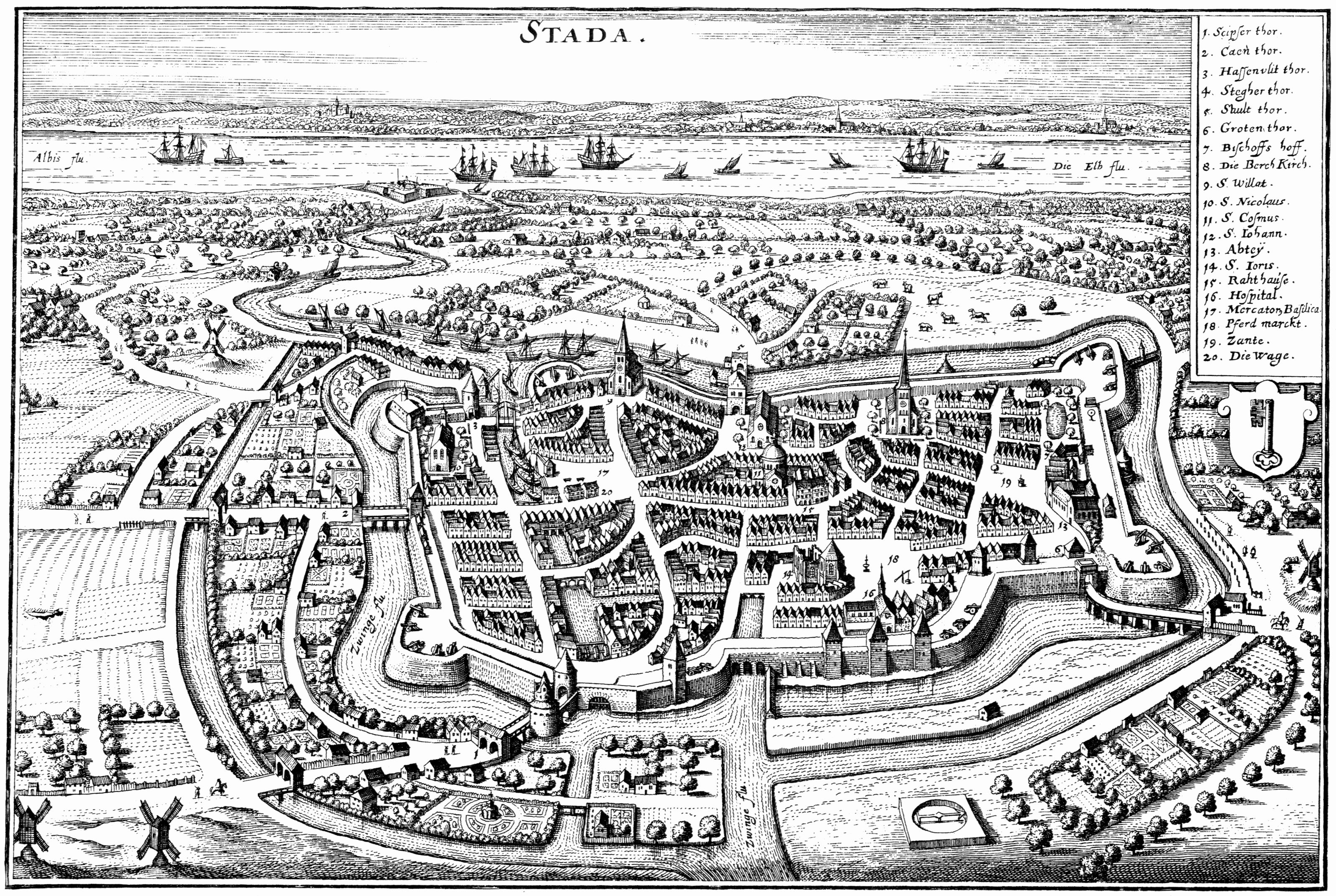
Stade um 1640

### Die Familie ist seit dem 15. Jahrhundert eng mit Stade verbunden
Mitglieder der Stader Linie als auch der Hauptlinie der Familie bekleideten verschiedene Ämter in Stade im Stadtrat und als Bürgermeister. Insbesondere der Stader Bürgermeister Claus von der Decken war zu seiner Zeit einer der mächtigsten Männer an der Unterelbe. Er half dem Bremer Erzbischof Christoph von Braunschweig-Lüneburg die Macht in Stade zu erhalten. Viele Familienangehörige waren Mitglieder und Senioren in der St. Antonii-Brüderschaft Stade, die sich in Stade seit 1439 für Wohltätigkeit und Kulturförderung engagiert.
Ab 1963 war Thassilo von der Decken sowohl Präsident der Ritterschaft des Herzogtums Bremen als auch Gründer und erster Präsident der Landschaft der Herzogtümer Bremen und Verden. Es war der erste Landschaftsverband in Niedersachsen. Von 1965 bis 1977 war Thassilo von der Decken gleichzeitig Oberkreisdirektor vom Landkreis Stade.

### Deckens in Südafrika
Ein Abkömmling der Oerichsheiler Linie ist Adolphus (1834–1886). 1855 wanderte Adolphus über England nach Südafrika aus. Von seinen vielen Nachfahren leben einige mit dem Namen von der Decken in King William’s Town, in Fort Beaufort und in der Nähe von Durban.

## Wappen
Das Stammwappen zeigt in Silber einen schwarzen Kesselhaken. Auf dem Helm mit schwarz-silbernen Decken steht ein gestümmelter natürlicher Eichenstamm mit beiderseits abhängendem grünen Blatt.
Zu den Wappen Decken-Offen, der Grafen Decken-Oerichsheil und Decken-Ringelheim siehe die Beschreibungen und Abbildungen im Hannoverschen Wappenbuch.

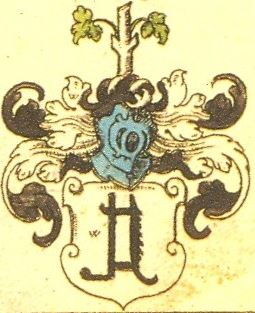
Wappen der Familie von der Decken im Wappenbuch von Johann Siebmacher 1605, dort auf S. 181
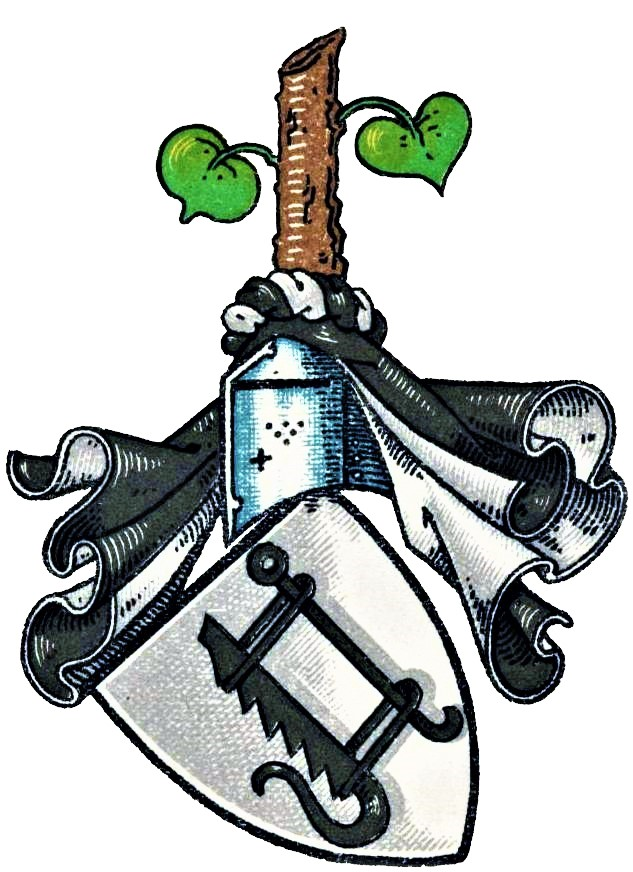
Wappen derer von der Decken im Wappenbuch des Westfälischen Adels 1903
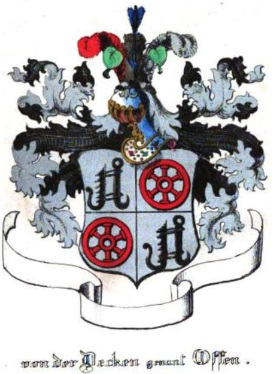
Wappen der Familie v. der Decken-Offen im Wappenbuch des Königreichs Hannover 1852

### Historische Wappenbilder
- Siegel des Friedrich von der Decken an einer Urkunde aus dem Jahr 1394.[17][18] Es ist die älteste Wappendarstellung der Familie. (abgezeichnet)

Alle sechs Siegel sind aus dem Anhang des Buchs: Die Familie von der Decken … 1865.[19]

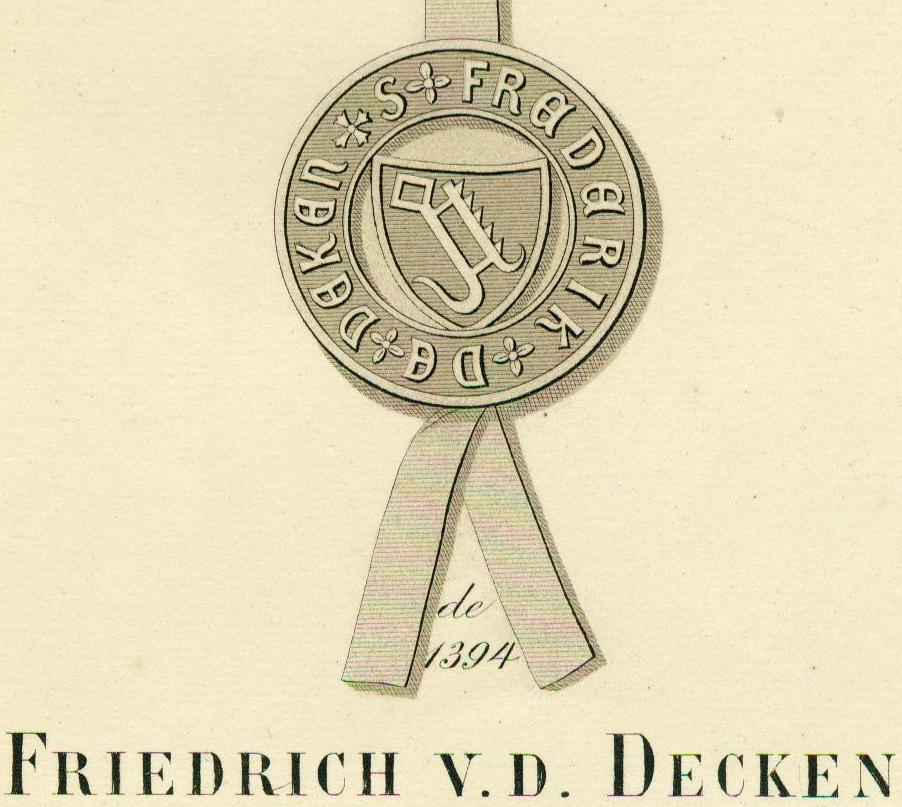
Siegel des Heinrich von der Decken aus dem Jahr 1585. Er führte drei Kesselhaken im Wappen und lebte bis 1590. Heinrich war Ratsherr und Bürgermeister in Stade. Er hatte Besitzungen in Götzdorf und Aschhorn bei Drochtersen und gehörte der im Mannesstamm erloschenen Stader Linie an. (abgezeichnet)
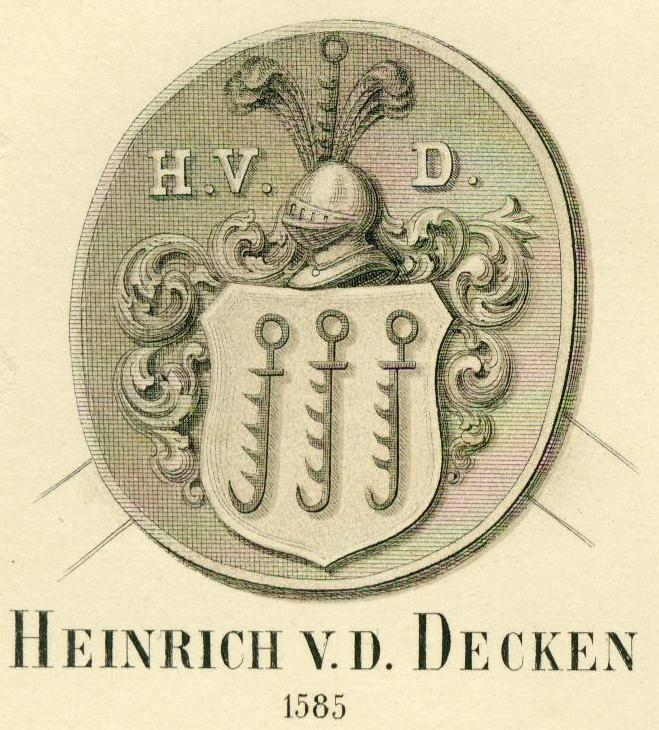
Siegel des Heinrich von der Decken aus dem Jahr 1585. Er führte drei Kesselhaken im Wappen und lebte bis 1590. Heinrich war Ratsherr und Bürgermeister in Stade. Er hatte Besitzungen in Götzdorf und Aschhorn bei Drochtersen und gehörte der im Mannesstamm erloschenen Stader Linie an. (abgezeichnet)
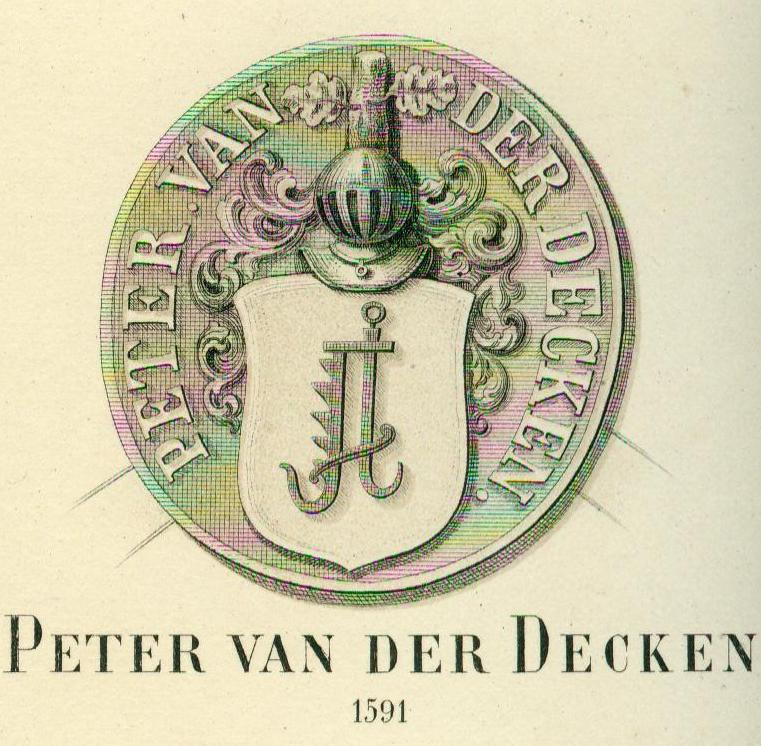
Siegel des Peter von der Decken aus dem Jahr 1591. Peter lebte von 1539 bis 1619 und ist der Sohn von Hermann einem Bürgermeister von Stade und dem Stifter der ersten Linie. Peter hatte die Güter Kampe, Oerichsheil, Ritterhof und Wechtern. Diese Form des Wappens von 1591 hat sich bis heute erhalten.
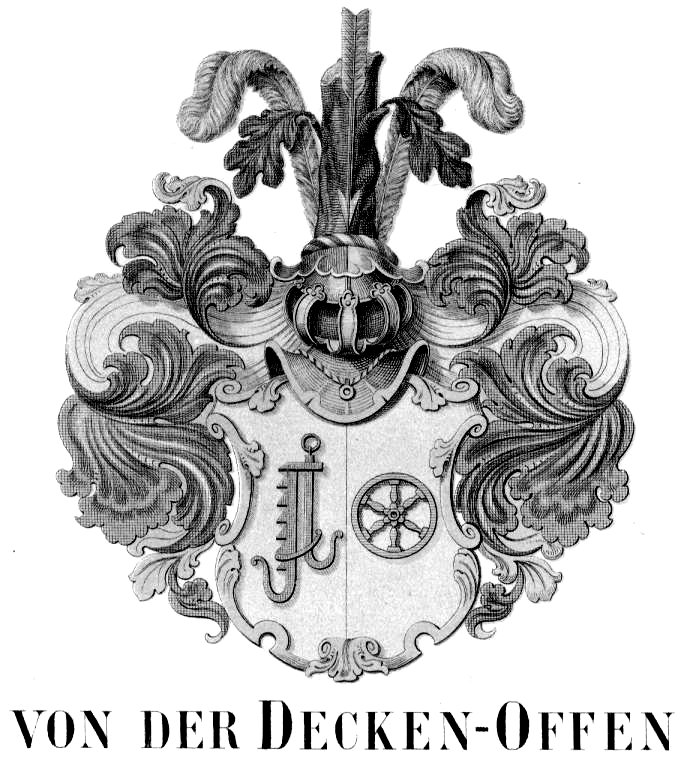
Das Wappen der dritten Linie ist seit 1732 eine Vereinigung der beiden Familien von der Decken und von Offen. Das Wappen der Familie von Offen ist ein rotes Rad mit sechs Speichen auf silbernem Grund. Der Freiherrentitel in der dritten Linie hatte Bestand von 1885 bis 1969.
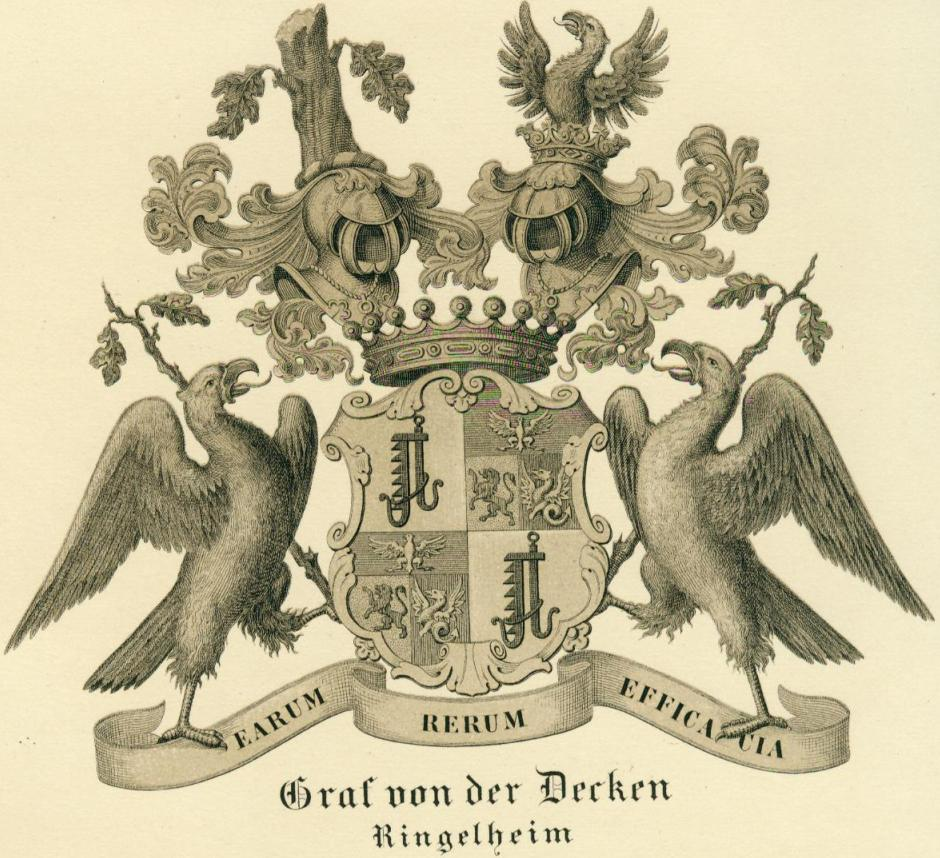
Johann Friedrich von der Decken erwarb 1817 Ringelheim und erhielt 1833 einen primogenen Grafentitel. Adelsrechtlich lebt der Erstgeburtstitel fort.[21] Das Wappen enthält Adler, Löwe und Greif[22] wie das uralte Wappen der Grafen von Ringelheim.
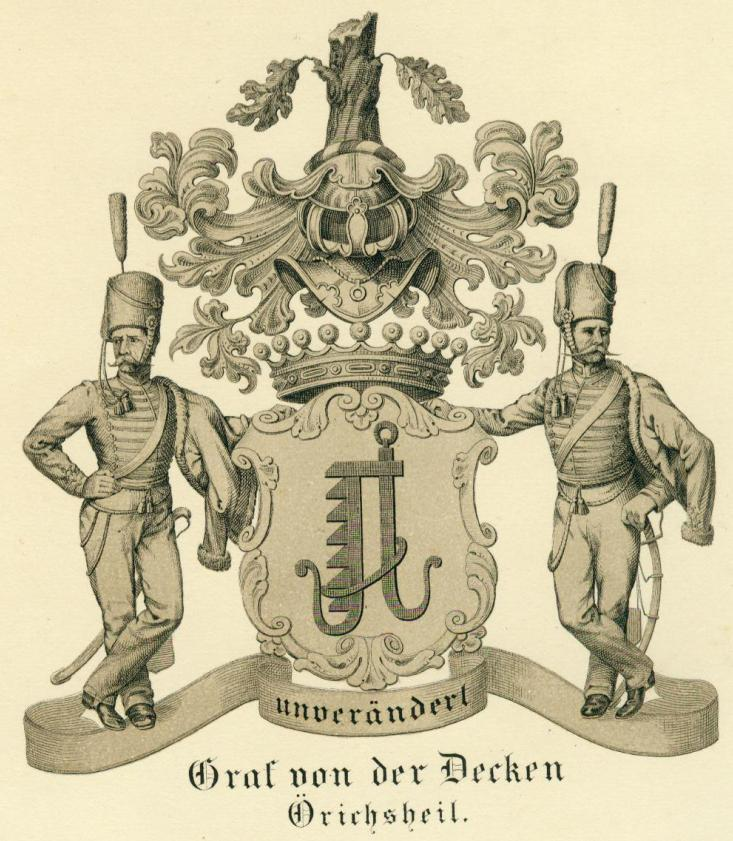
Der General der Kavallerie Georg von der Decken wählte zu Schildhaltern zwei Soldaten von seinem Husaren-Regiment der königlich deutschen Legion. 1835 wurde ihm der Grafentitel verliehen. Der Titel bestand bis zum Tod seiner Frau Luise, einer Prinzessin von Hessen.

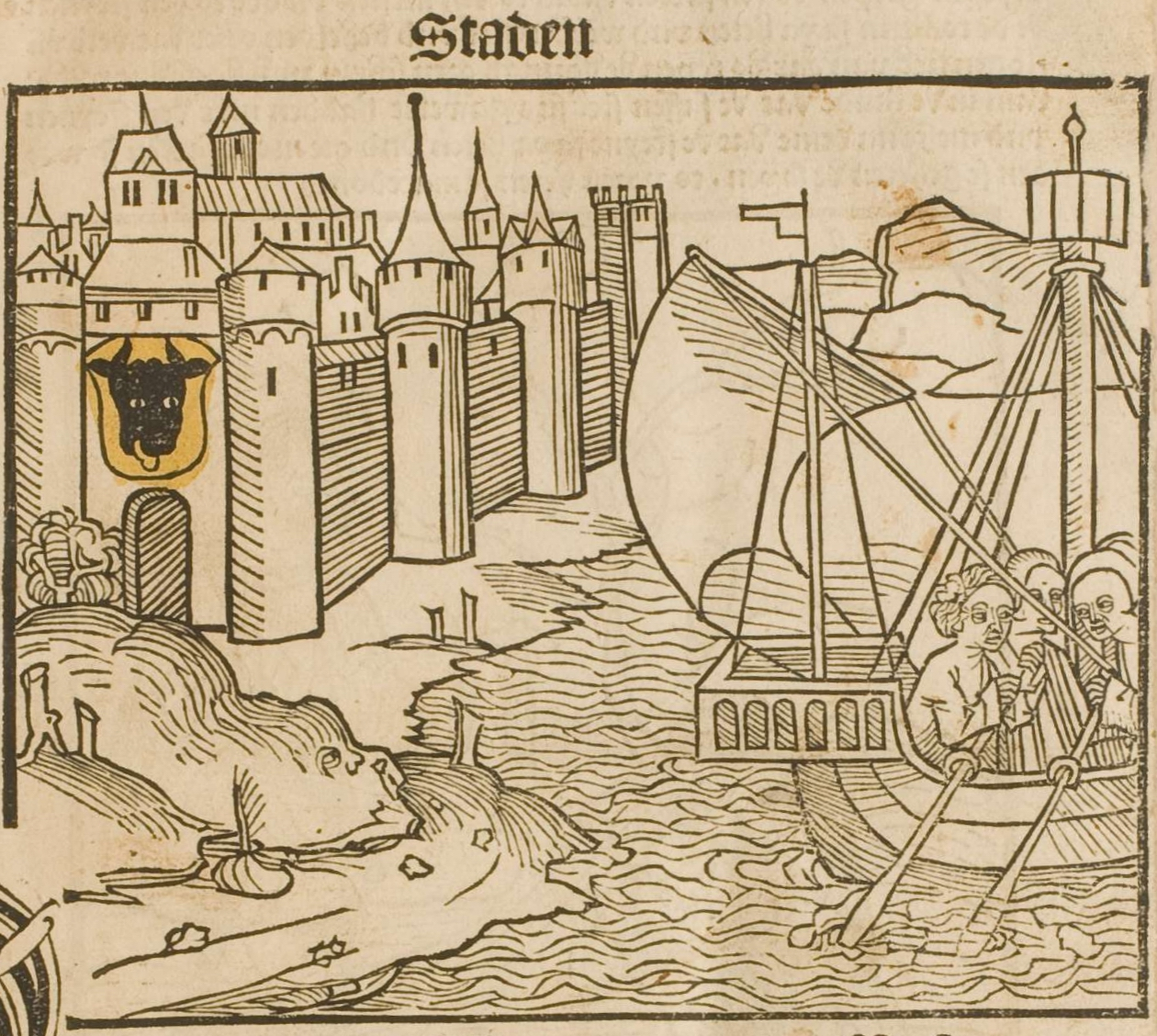
Stade zur Lebenszeit des Bürger- meisters Claus von der Decken. Eine Illustration aus der Sachsenchronik von 1492. Die Sachsen segeln nach Stade.

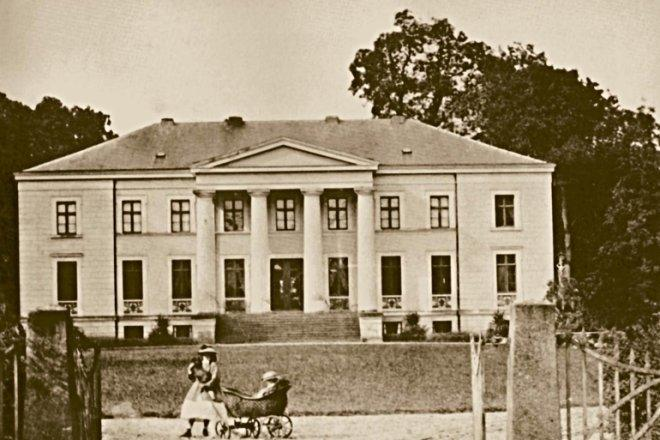
Schloss Melkof (Mecklenburg) war seit 1810 im Besitz des Ministers Claus von der Decken. Foto von 1865

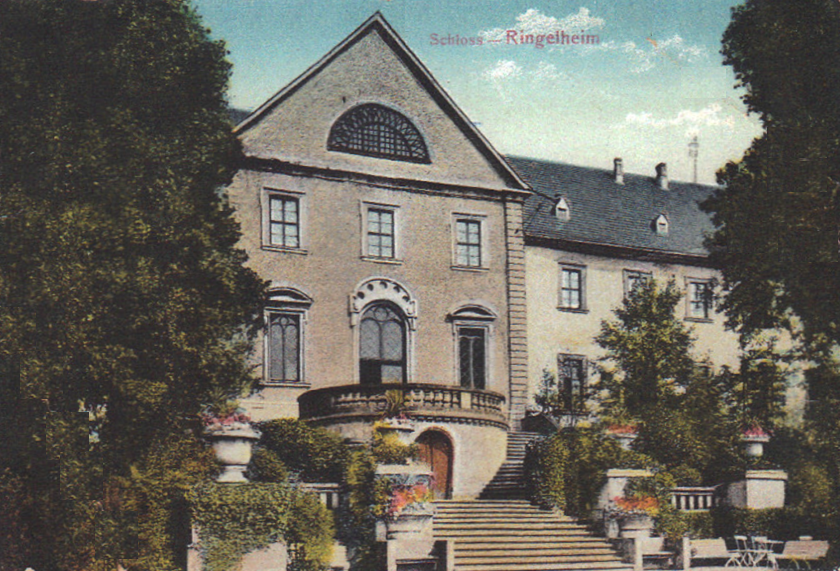
Graf Johann Friedrich von der Decken erwarb 1817 das Schloss Ringelheim (Niedersachsen).

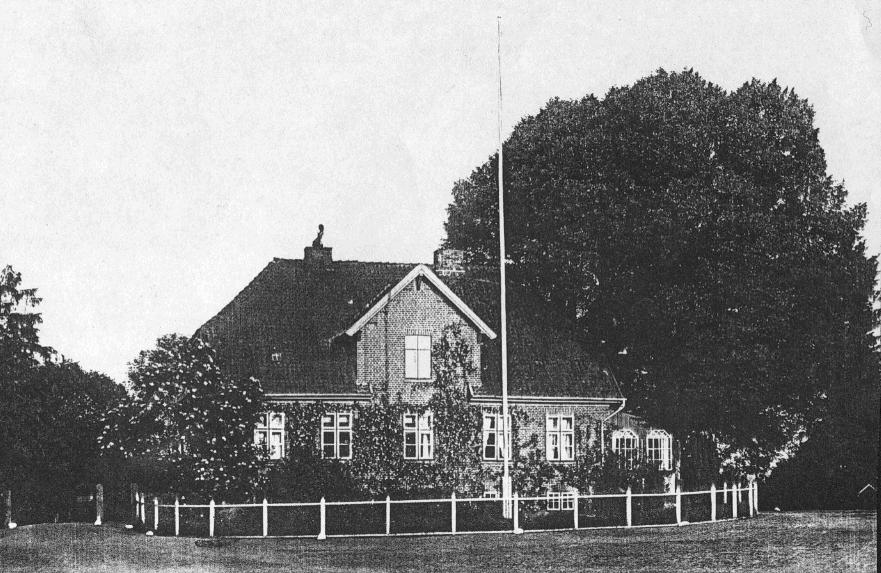
Gut Benzerhof (Ostholstein), seit 1933 im Familienbesitz

## Persönlichkeiten

### Bekannte Namensträger
- Claus von der Decken auf Wechtern (1460–1541), Bürgermeister von Stade
- Claus von der Decken auf Melkof (1742–1826), hannoverscher Minister
- Hans Burchard Otto von der Decken auf Klinten II und Nieder Ochtenhausen (1769–1838), Landdrost in der Landdrostei Aurich 1818–1823[28] und in der Landdrostei Lüneburg 1823–1831
- Johann Friedrich Graf von der Decken auf Ringelheim (1769–1840), hannoverscher Generalfeldzeugmeister
- Friedrich von der Decken (1777–1840), Landrat des Kreises Halle
- Arnold von der Decken auf Eichhof, Liethenhof und Ritterhude (1779–1856), hannoverscher Generalmajor der Infanterie
- Weipart Ludolf Hieronymus Wigand von der Decken (* 1781 in Laak bei Freiburg/Elbe; † 1845 in Verden), hannoverscher Offizier, u. a. in der King’s German Legion.[29][30]
- Claus von der Decken auf Ritterhof und Rosenkranz (1782–1839), Oberhauptmann von Harburg (Jurist)[31]
- Marcell von der Decken auch Peter Marcell (1784–1809), katholischer Domherr in Lübeck und Student in Wien
- Johanna von der Decken (1786–1860), ab 1806 Johanna von Wangenheim, hannoversche Stifterin.
- Georg Graf von der Decken auf Oerichsheil (1787–1859), hannoverscher General der Kavallerie
- Friedrich von der Decken auf Melkof (1791–1861), war hannoverscher Regierungsrat und Abgeordneter in Mecklenburg
- Friedrich von der Decken auf Rutenstein (1802–1881), hannoverscher Staatsminister. 1851/52 Finanzminister sowie 1855/62 Justizminister.
- Adolphus Graf von der Decken auf Ringelheim (1807–1886), Wirklicher Geheimer Rat
- Eberhard von der Decken (1812–1871), hannoverscher Oberst und später preußischer Generalmajor
- Friedrich Karl Engelbert von der Decken (1824–1889), preußischer Generalmajor und Kommandeur eines Husaren-Regiments.
- Auguste von der Decken, geb. Meyer (1827–1908), Schriftstellerin mit dem Pseudonym Auguste von der Elbe
- Julius von der Decken auf Melkof (1827–1867), schlesisch-mecklenburgischer Gutsbesitzer
- Gideon von der Decken (1828–1892) war ein sächsischer Generalleutnant
- Wilhelm Freiherr von der Decken genannt von Offen (1832–1918), K. u. K. österr. Generalmajor. Der Beiname v. Offen existiert seit 1732 in der dritten Linie der Familie v. der Decken.
- Karl Klaus von der Decken aus Melkof (1833–1865), Afrikaforscher, insbesondere am Kilimandjaro und am Juba
- Georg Graf von der Decken auf Ringelheim (1836–1898), Reichstagsabgeordneter der Deutsch-Hannoverschen Partei
- Emil von der Decken auf Wehlkenhof (1837–1897), Bergwerksdirektor in Rüdersdorf[32]
- Otto von der Decken auf Rutenstein (1839–1916), Reichstagsabgeordneter der Deutsch-Hannoverschen Partei
- Karl von der Decken (1855–1935), preußischer Generalleutnant
- Otto von der Decken (1858–1937), sächsischer Generalleutnant
- Gustav von der Decken (1861–1931), sächsischer Generalleutnant
- Charlotte von der Decken aus Melkof (1863–1933), Ehefrau des Grafen Friedrich von Hohenau, eines Sohns von Prinz Albrecht von Preußen.[33]
- Burghard von der Decken (1884–1969), deutscher Legationsrat und Reichsbeauftragter für Mineralöl, später für Lederwirtschaft. Bad Godesberg
- Melchior (Melle) von der Decken Benzerhof (1886–1953) Senatspräsident (Bezeichnung seit 1970: Vorsitzender Richter am Oberlandesgericht) in Hamburg.[34]
- Margret von der Decken (1886–1965), Politikerin (CDU), Mitglied der Stadtverordnetenversammlung von Groß-Berlin
- Ernst von der Decken aus Oerichsheil (1894–1958), Journalist, stellv. Chefredakteur und Schriftsteller
- John Decker (1895–1947), geboren in Berlin als Leopold von der Decken. Er lebte als Maler, Bildhauer und Karikaturist in London, New York und Los Angeles.
- George von der Decken auf Hohenlucht (1898–1945), Erster Adjutant von Generalfeldmarschall Werner von Blomberg und ab 1942 Oberst
- Thassilo von der Decken auf Schwinge (1911–1995), Oberkreisdirektor im Landkreis Stade und Präsident der Landschaft sowie der „Ritterschaft“ des Herzogtums Bremen.[10][11]
- Christoph von der Decken auf Klinten (1925–2024), promovierter Jurist, Vorstandsmitglied der Dresdner Bank a. D. und Aufsichtsratsvorsitzender von Hapag-Lloyd a. D.[35]
- Berndt-Dieter von der Decken (1933–2019), Oberst a. D. der Bundesluftwaffe, 1976–1981 Kommodore des AG 52
- Anna-Elisabeth von Treuenfels-Frowein geb. von der Decken (* 1962), Politikerin (CDU, FDP), Mitglied der Hamburgischen Bürgerschaft
- Kerstin von der Decken (* 1968), Juristin, Professorin für Völker- und Europarecht, Ministerin für Justiz und Gesundheit des Landes Schleswig-Holstein

## Portraits bekannter Namensträger
weitere Portraits siehe: Liste von Mitgliedern der Familie von der Decken

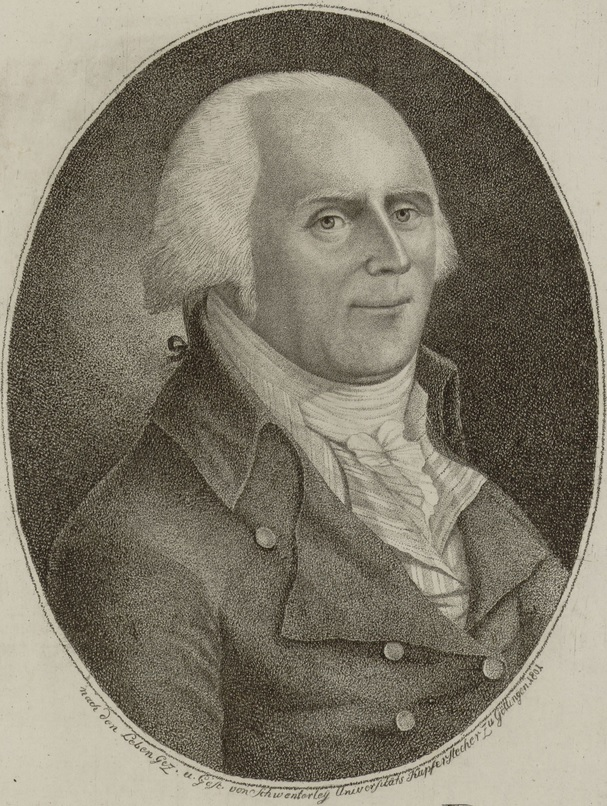
Claus von der Decken (1742–1826), königlich hannoverscher Staatsminister
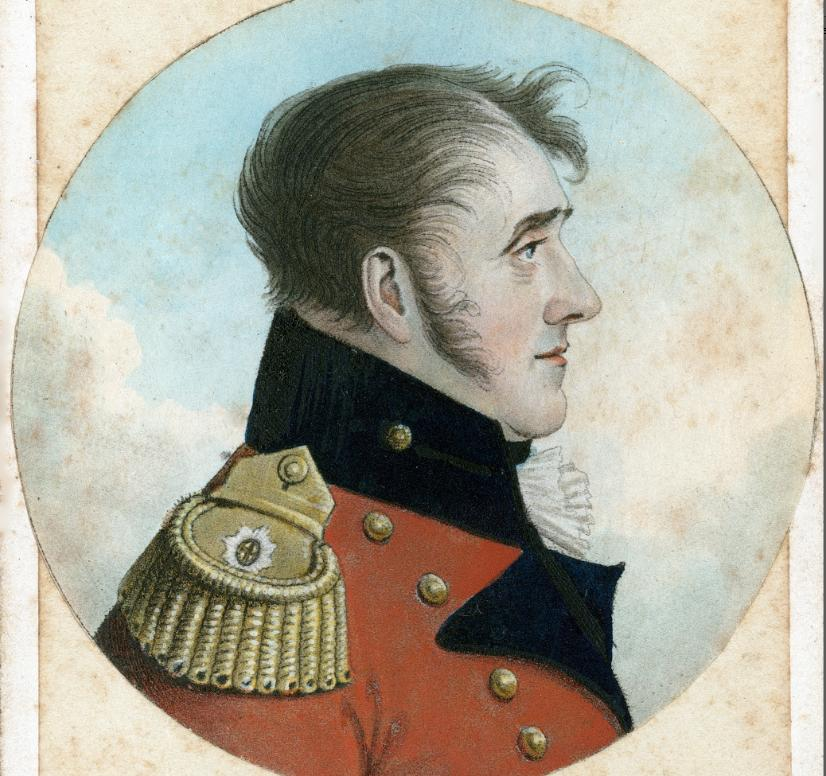
Christoph von der Decken (1765–1846) genannt: de grote Christoffer, Oberstlt, Träger des Guelfenordens
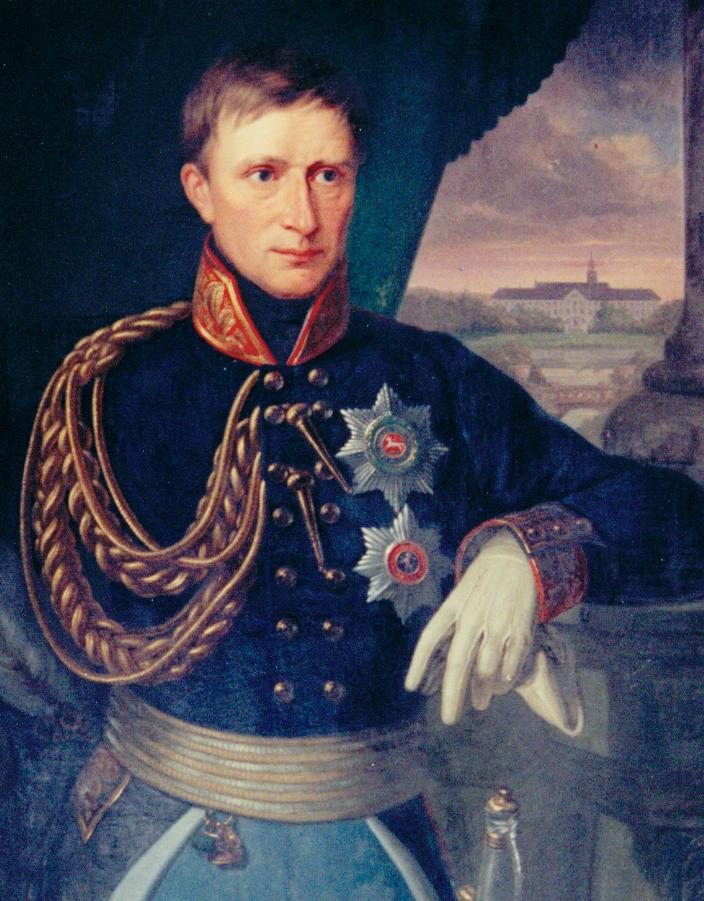
Graf Johann Friedrich von der Decken (1769–1840), hannoverscher Generalfeldzeugmeister
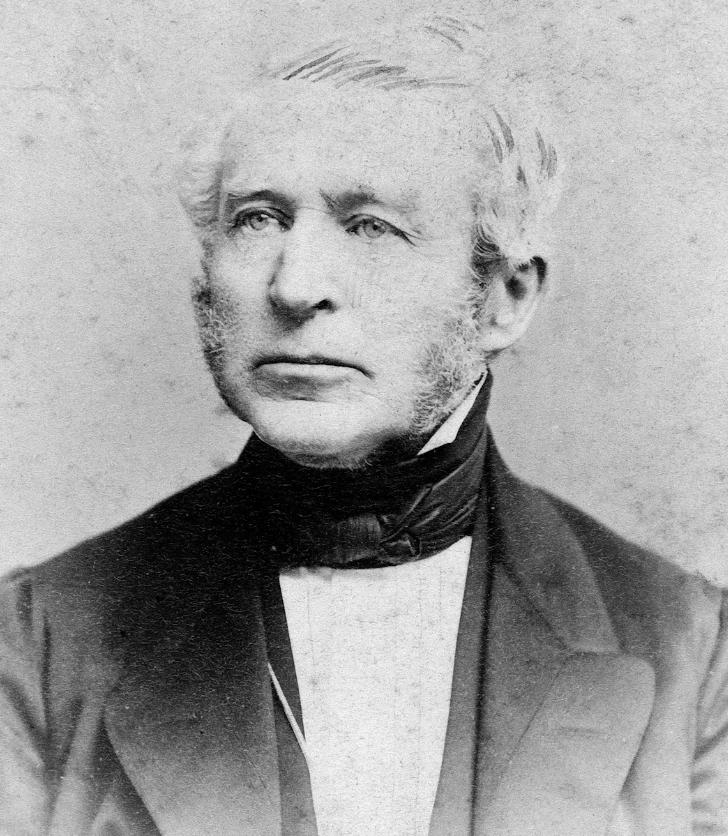
Friedrich von der Decken (1802–1881), königlich hannoverscher Staatsminister
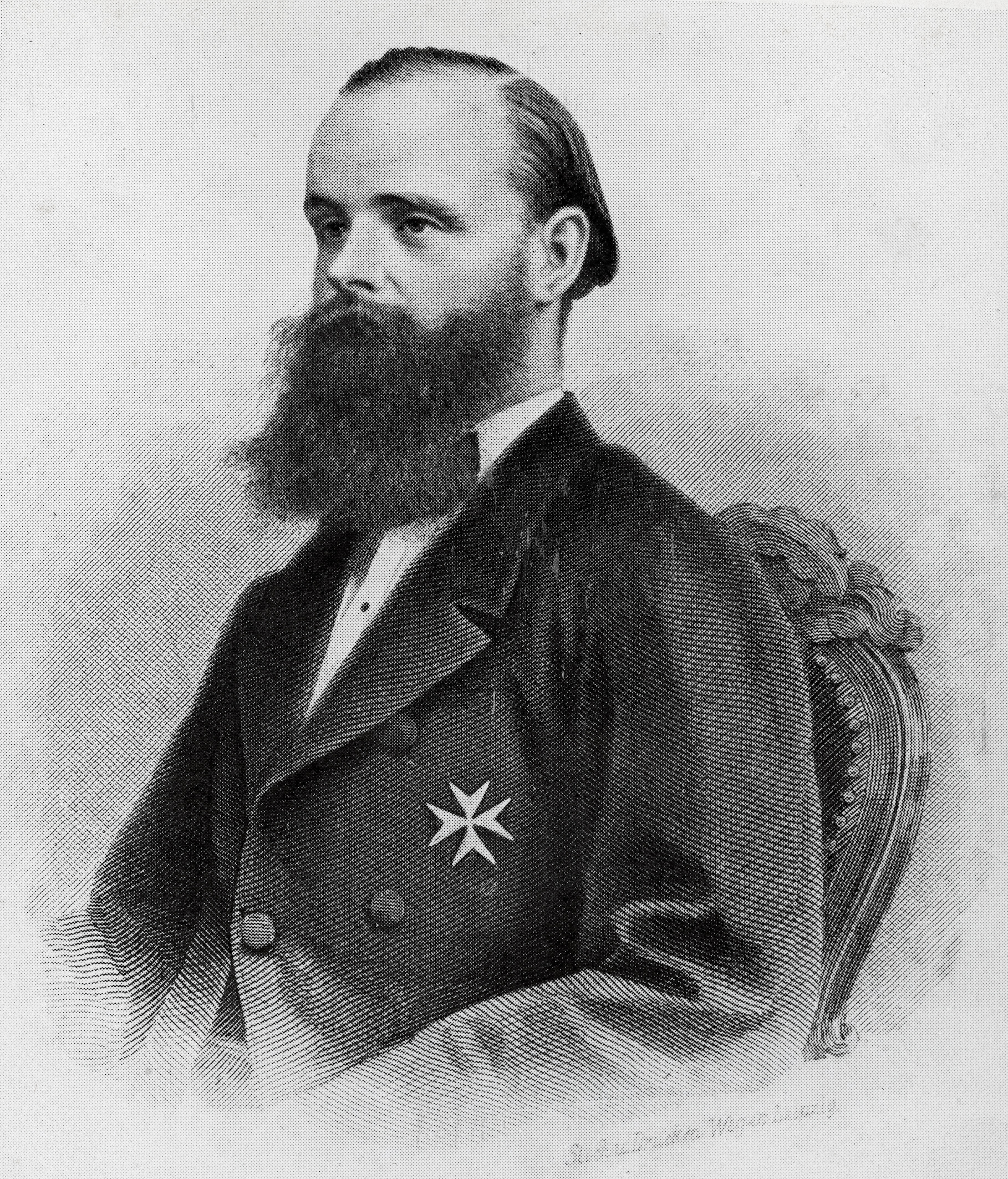
Karl Klaus von der Decken (1833–1865), Entdeckungsreisender und Afrikaforscher
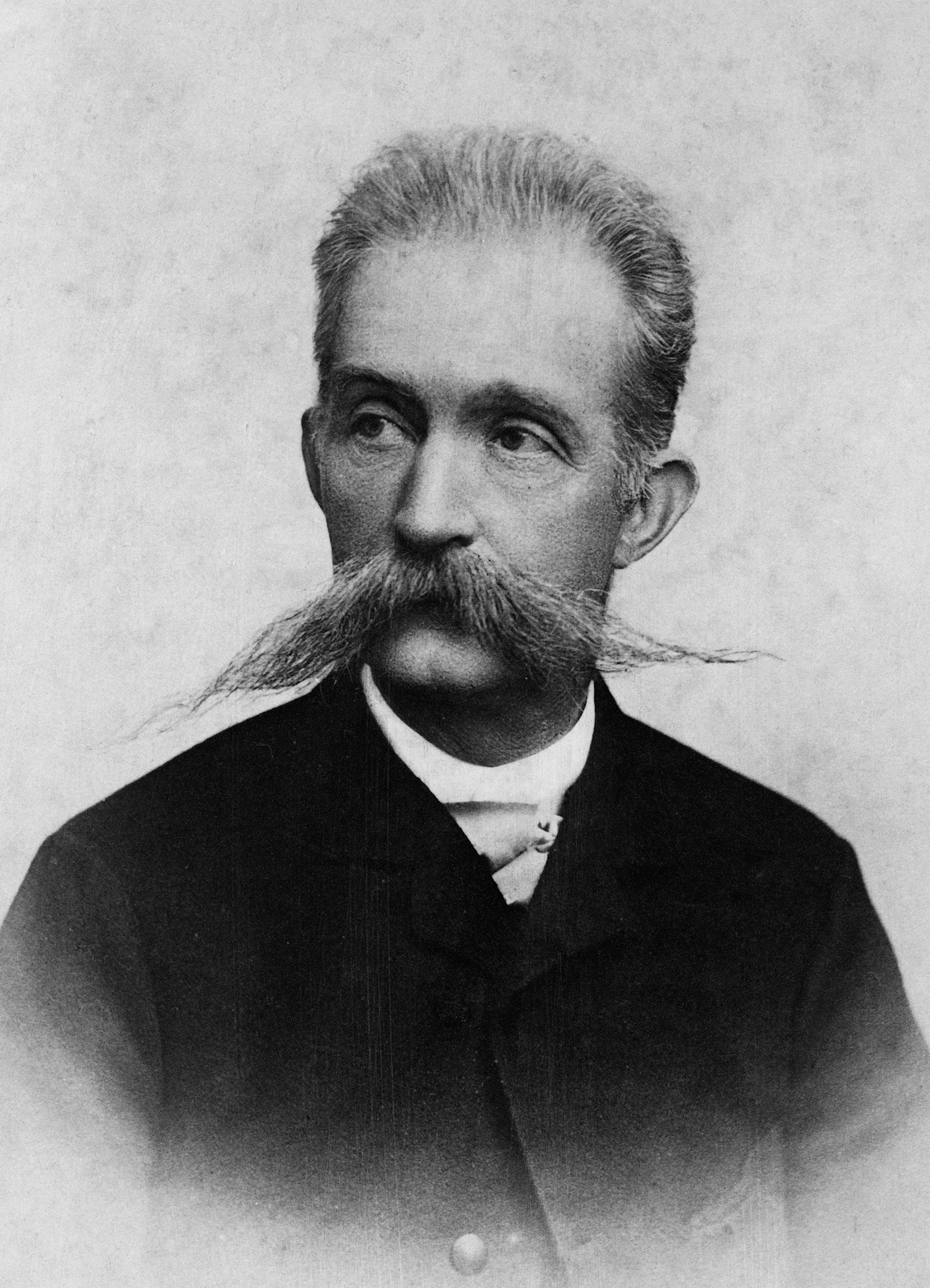
Graf George von der Decken (1836–1898), Reichstagsabgeordneter
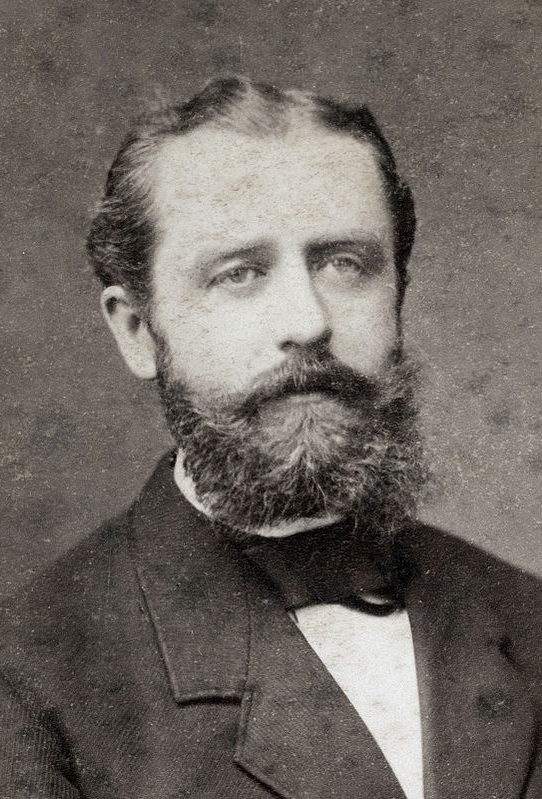
Otto von der Decken (1839–1916), Reichstagsabgeordneter
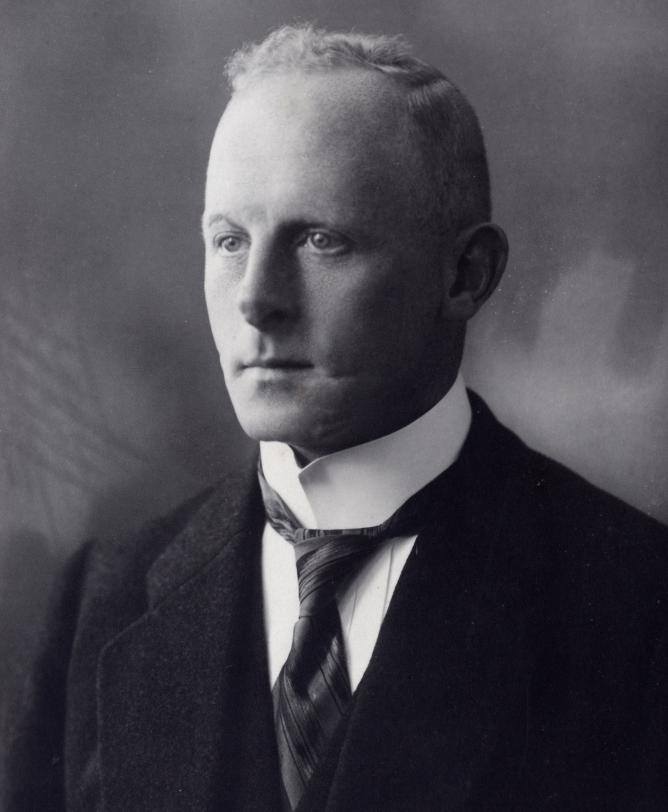
Melchior (Melle) von der Decken (1886–1953) Senatspräsident (Bezeichnung seit 1970: Vorsitzender Richter am Oberlandesgericht) in Hamburg
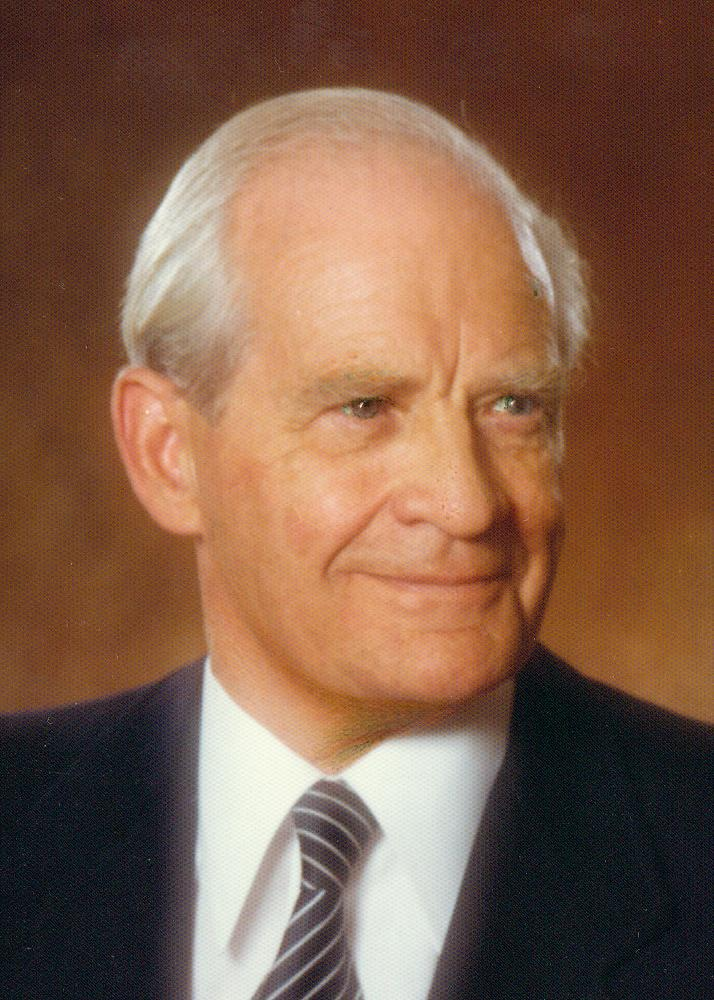
Thassilo von der Decken (1911–1995) Oberkreisdirektor im Landkreis Stade und Präsident der Landschaft sowie der Ritterschaft des Herzogtums Bremen

## Literatur

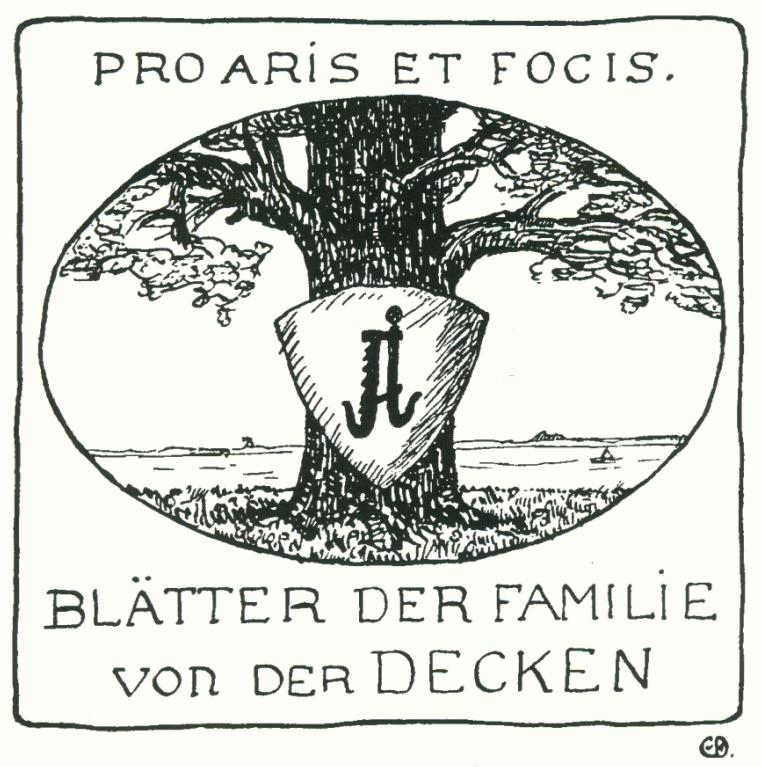
Eiche mit Kesselhaken-Wappen auf dem Titelblatt der Familiennachrichten.

## Einzelnachweise

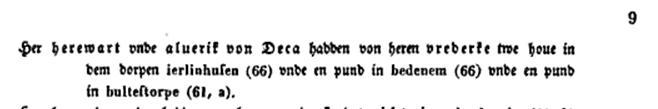
Abschrift einer Urkunde von 1250/55 für Herewart und Alverik von Deca – Ausschnitt aus dem Hoyer Urkundenbuch von 1865 Herausgeber: Wilhelm v. Hodenberg – Heft IV – Hoyer Lehne – [http://reader.digitale-sammlungen.de/de/fs1/object/display/bsb10002821_01253.html?zoom=0.7000000000000002 Seite 9 oben

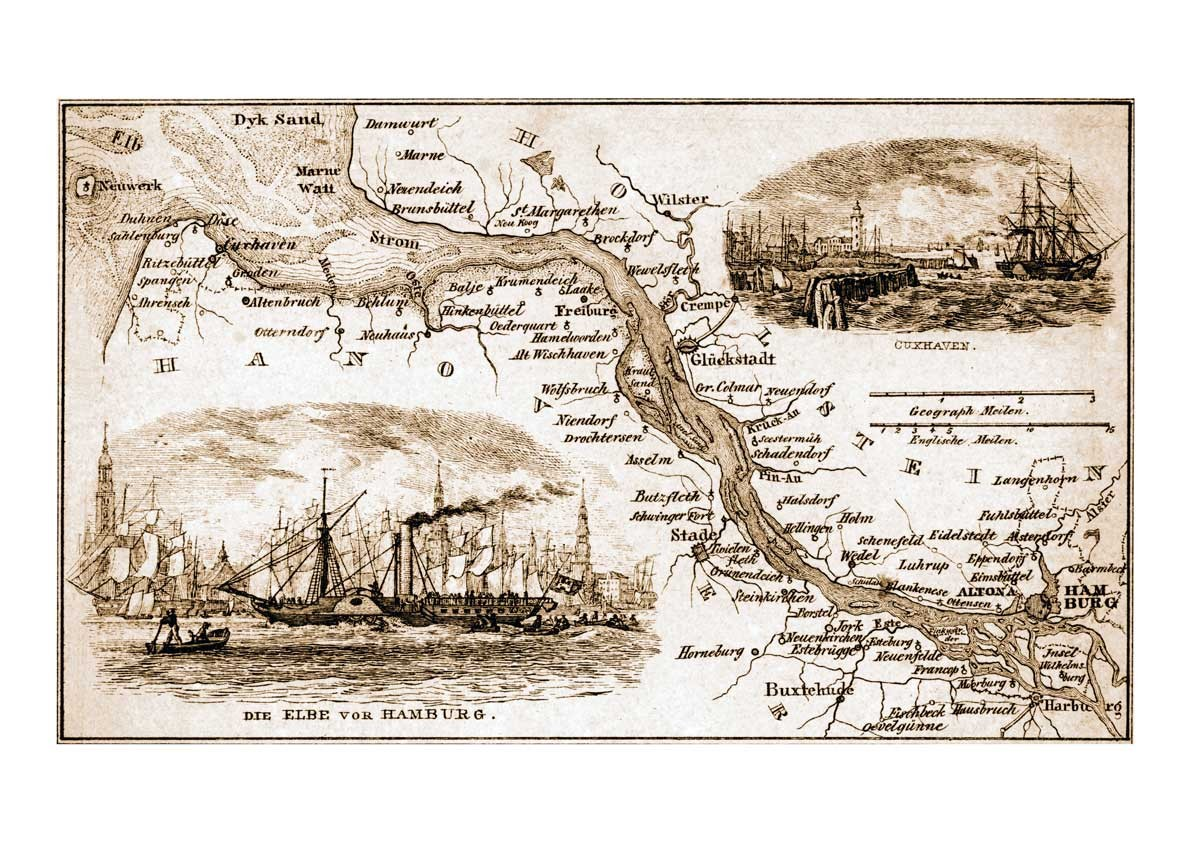
Karte der Unterelbe von 1860 mit frühen Orten der Familie Neuhaus (Oste), Belum, Balje, Krummendeich, Laake, Freiburg/Elbe, Oederquart und Stade

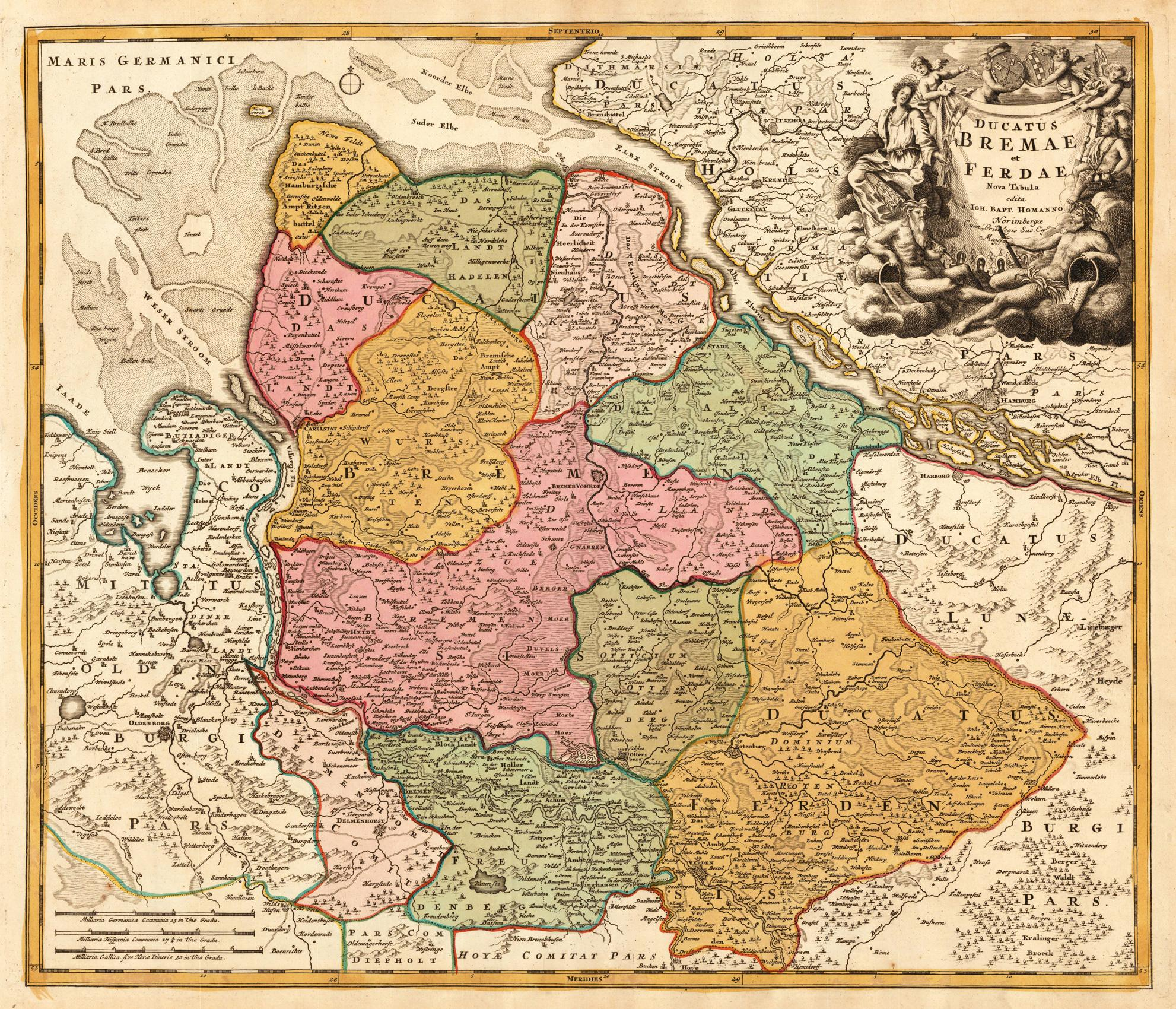
Karte des Bistums Bremen und Verden von 1720 mit einigen Orten der Familie: Kedingen (Das Kaidinge Land und Das Kaidinger Moer), Freiburg/Elbe, Oederquart, Krummendeich (Beim krumme Teich) und Stade

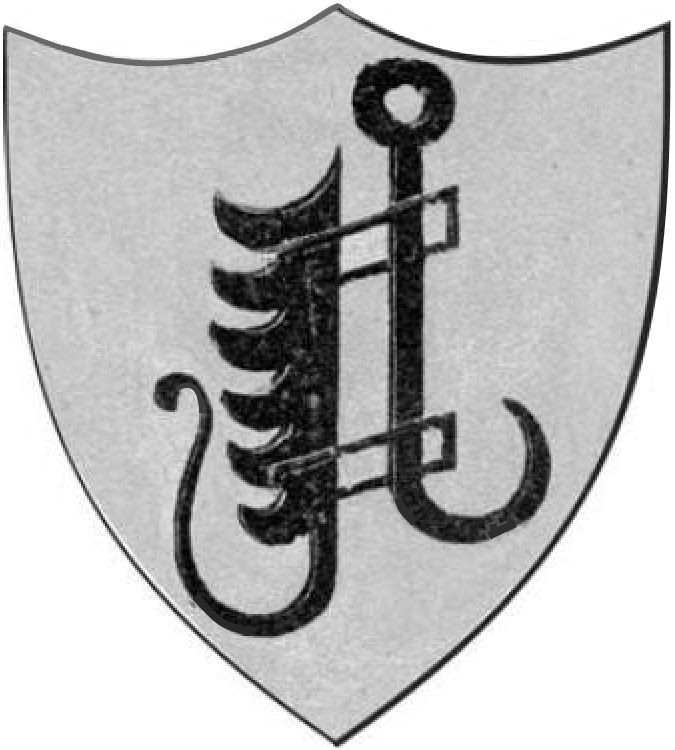
Ein Kesselhaken ist das Wappen der Familie von der Decken